# 대원례도
대원례도(大遠禮島)는 인천광역시 남동구에 있었던 작은 섬이다. 수인선 남동역의 북쪽에 있었으며 섬 가운데에 있는 산의 높이는 32m였다. 육지화되어 사라졌고, 섬 가운데의 산도 깎여 없어졌다.